# Aktinotrocha

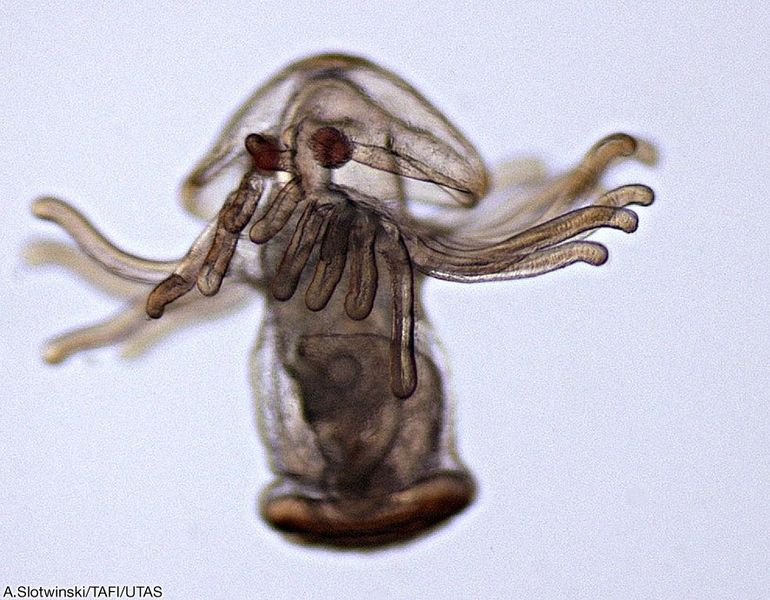
Aktinotrocha

Aktinotrocha, aktinotrochula (gr. aktís – promień, trochós – koło) – wolno żyjąca, wydłużona larwa trochoforopodobna kryzelnic (Phoronida). W górnej części o kształcie parasola znajduje się płytka apikalna i czułki. Obecność czułków na episferze odróżnia aktinotrochę od trochofory. Dolna część ciała larwy zakończona jest wieńcem rzęsek służących jej do pływania.
W 1846 roku Otto Friedrich Müller opisał – jako nowy gatunek, któremu nadał nazwę Actinotrocha branchiata – larwę tego typu znalezioną w Morzu Północnym i uznaną za osobnika dorosłego. Dopiero wiele lat później okazało się, że jest to stadium larwalne gatunku z rodzaju Phoronis. Z tego powodu w taksonomii używane są dwie synonimiczne nazwy rodzajowe: Actinotrocha i Phoronis.